# Avatar: The Last Airbender – The Rift
Avatar: The last Airbender - The rift, es un cómic estadounidense próximo a estrenarse
en 2014. El arte es del estudio Gurihiru, y el texto de Gene Yang.

## Trama
La Brecha volverá a centrar su atención en Aang, mientras comienza el proceso de creación de Ciudad República, en contraste con "La Búsqueda", que se centra más en la Familia Real de la Nación del Fuego. Yang también planea darle un mayor papel a Toph, ya que ha estado ausente durante la trilogía de La Búsqueda.

## Personajes principales

### Aang
El avatar, que fue precedido por Roku. En el cómic tiene 14 años. Mantiene una relación 
amorosa con Katara. También fue uno de un grupo selecto de Avatares, y uno de los primeros en muchos ciclos en aprender el arte antiguo de la Energía Control. Aang fue el primer Avatar visto utilizando esta técnica, y le pasó su conocimiento sobre esta antigua técnica al Avatar Korra, en la serie The Legend of Korra.

### Sokka
Sokka es un guerrero adolescente de la Tribu Agua del Sur que fue criado por su abuela, Kanna. Junto con su hermana menor Katara, Sokka es el hijo de Kya y del Jefe Hakoda, quien se marchó, junto con todos los demás hombres adultos a su tribu para luchar en la Guerra de los Cien Años contra la Nación del Fuego.

### Katara
Katara es una Maestra del Agua Control, nacida y criada en la Tribu Agua del Sur por su abuela, Kanna, junto a su hermano mayor Sokka, y es la hija del Jefe Hakoda y su esposa Kya. Durante su infancia y adolescencia, Katara fue una de los dos últimos capaces de realizar el arte de su tribu. 

### Toph
Toph Beifong es una Maestra de la Tierra Control. Ciega de nacimiento, Toph fue tratada con condescendencia constantemente a causa de su discapacidad y estatura, en especial por sus padres sobreprotectores.
- Datos: Q16166208